# Ауди A4
„Ауди А4“ („Audi A4“) е модел големи автомобили (сегмент D) на германската компания „Ауди“. Той е пуснат на пазара през 1994 г. като наследник на „Ауди 80“ и през следващите десетилетия е най-продаваният модел на „Ауди“.
Моделът има и два варианта с подобрено поведение, продавани под имената „Ауди S4“ и „Ауди RS4“.

## Първо поколение – B5 (1994 – 2001)
Първото поколение на „Ауди А4“ се произвежда в периода 1994 – 2001 г.

### Разлики спрямо „Ауди 80“
Външният вид на „Ауди А4“ е променен из основи спрямо предшественика му „Ауди 80“. „А4“ има по-закръглени форми в сравнение с ъгловатите на „Ауди 80“, преходът между различните части от каросерията е по-плавен. Задните светлини вече не са вградени в багажника, а са част от каросерията. Новите огледала и облата предница също допринасят за новата визия. Разликата в размерите на двата модела е малка, по-значителна е само тази в ширината, която при „А4“ е по-голяма и това допринася за стабилността по време на движение.
Вътрешността на „А4“ се отличава с нови дизайн и материали. Някои елементи обаче, като например копчетата и ключовете за управление на климатика, са заимствани от „Ауди 80“.
От техническа гледна точка най-значителното нововъведение е новоразработената предна ос, която спомага за по-доброто управление на автомобила и намалява влиянието на неравностите по пътя върху управлението. Преработена е и задната ос, която сега е по-лека.

### Технически характеристики
Първата генерация „А4“ е базирана на новоразработената платформа „Volkswagen Group B5“, която е използвана и за петото поколение на „Фолксваген Пасат“. Основните разлики между двата модела са във външния вид и интериора. Двигателите, скоростите и задвижването са еднакви.
„Ауди А4“ разполага със серийно предно задвижване. С някои от моторите обаче може да бъде поръчано и quattro задвижване.

#### Двигатели
| Бензин   | Бензин   | Бензин   | Бензин            | Бензин      |
| Цилиндри | Двигател | Обем     | Мощност           | Години      |
| -------- | -------- | -------- | ----------------- | ----------- |
| Четири   | 1.6      | 1595 cm³ | 74 kW (101 к.с.)  | 1994 – 2000 |
| Четири   | 1.6      | 1595 cm³ | 75 kW (102 к.с.)  | 2000 – 2001 |
| Четири   | 1.8 Т    | 1781 cm³ | 92 kW (125 к.с.)  | 1994 – 2001 |
| Четири   | 1.8 Т    | 1781 cm³ | 110 kW (150 к.с.) | 1994 – 2001 |
| Четири   | 1.8 Т    | 1781 cm³ | 132 kW (179 к.с.) | 1999 – 2001 |
| Шест     | 2.4      | 2393 cm³ | 121 kW (165 к.с.) | 1997 – 2001 |
| Шест     | 2.6      | 2598 cm³ | 110 kW (150 к.с.) | 1994 – 1997 |
| Шест     | 2.7      | 2671 cm³ | 195 kW (265 к.с.) | 1997 – 2001 |
| Шест     | 2.7      | 2671 cm³ | 280 kW (381 к.с.) | 2000 – 2001 |
| Шест     | 2.8      | 2771 cm³ | 128 kW (174 к.с.) | 1994 – 1996 |
| Шест     | 2.8      | 2771 cm³ | 142 kW (193 к.с.) | 1996 – 2001 |
| Дизел    |          |          |                   |             |
| Цилиндри | Двигател | Обем     | Мощност           | Години      |
| Четири   | 1.9 TDI  | 1896 cm³ | 66 kW (90 к.с.)   |             |
| Четири   | 1.9 TDI  | 1896 cm³ | 81 kW (110 к.с.)  | 1995 – 2000 |
| Четири   | 1.9 TDI  | 1896 cm³ | 85 kW (116 к.с.)  | 2000 – 2001 |
| Шест     | 2.5 TDI  | 2496 cm³ | 110 kW (150 к.с.) |             |

### Фейслифт
До 1999 г. има единични промени по дизайна и техниката на автомобила – нови задни светлини, нов волан, ново оформление на уредите на арматурното табло със светодиодно осветление, дистанционното за централното заключване не работи с инфрачервени лъчи, а с радиовълни, страничните въздушни възглавници влизат в серийното оборудване и др.
Същинският фейслифт е направен в началото на 1999 г. Преработено е шасито, има възможност за поръчване на ESP и допълнителни еърбеци sideguard. По-значителните визуални промени включват:
- фарове с гладка повърхност (може да се поръчат и ксенонови светлини)
- фарове за мъгла, вградени в предната броня
- нов дизайн на дръжките на вратите
- нов дизайн на мигачите отстрани на колата
- броните имат малки вълнообразни вдлъбнатини
- промени в централната конзола
- бяло осветление на скоростомера

### „Ауди S4 B5“ и „Ауди RS4 B5“
През септември 1997 г. на пазара излиза по-спортният и по-мощен модел „S4“ (седан и комби), а през юни 2000 г. се предлага топверсията на „А4“ – „RS4“, която в първата си генерация е само комби. И двата модела са задвижвани от 2,7 литров битурбо двигател. „S4“ разполага с 265 к.с., а агрегатът на произвеждания от дъщерната фирма на „Ауди“ „quattro GmbH“ „RS4“ е преработен от „Косуърт“ и има 381 к.с. „S4“ и „RS4“ се различават и визуално от „А4“ – например по различният дизайн на броните, алуминиевите странични огледала и др. Освен това „RS4“ е и по-широк. Той е предназначен само за европейския пазар и въпреки първоначалните планове бройката да е само наполовина, поради голямото търсене от него са произведени 6030 екземпляра.

### Галерия
- А4 Авант преди фейслифта
- А4 Авант след фейслифта
- А4 Авант след фейслифта
- Преди фейслифта